# 沈小岑
沈小岑（1957年—）女，生于上海，中国歌手。曾为中国农工民主党党员。

## 生平
1957年，沈小岑出生。自幼喜欢唱歌跳舞。17岁时，她托一位长辈帮忙，想拜声乐教授廖一明为师。廖一明听她唱了几段后，摇着头说：“高音上不去，低音不下来！”这令沈小岑深受打击。但廖一明还是教沈小岑巧妙地运用女中音，不到一年时间，沈小岑就已能唱《卡门》。1977年左右，沈小岑自一所技工学校毕业，被分配到上海市卢湾区房地产管理局下属的一个建筑队当建筑工人，充当泥瓦匠。她在工余时间坚持学习音乐。
1978年，沈小岑考入上海芭蕾舞团合唱队。在1980年的一次组台演出中，沈小岑演唱的一曲《洁白的羽毛寄深情》技惊四座，沈小岑由此一举成名。
1982年，沈小岑应广东太平洋影音公司之邀，赴广州录制首张个人专辑，该专辑的发行量接近200万张，其发行量之高在当时十分罕见。该专辑中的一首歌曲《请到天涯海角来》受到热烈欢迎，成为沈小岑的代表作。沈小岑回忆说：
那时内地最流行的歌曲，一是台湾的校园民谣，二是翻唱的外国电影插曲。因为我的女中音不够甜美，就只能翻唱英文歌了，这盒带里就有《友谊地久天长》、《丽达之歌》、《巴比伦河》等。录着录着，歌都唱完了，磁带还没满，工作人员就临时找了一首《请到天涯海角来》给我唱，也不顾整盘带的风格了。这首歌在广州已经有人唱过，反应平平，我也是拿来凑数的，唱得就很轻松。没想到，第二天，广州大街小巷都在放这首歌！然后从南到北，就这么一路红过来，让所有的人都大跌眼镜！
1984年，沈小岑参加了中国中央电视台春节联欢晚会，演唱了《喜迎新春》、《请到天涯海角来》、《妈妈教我一支歌》。随后，沈小岑为日本电视剧《血疑》配唱的主题歌《谢谢你》让她获得了更多歌迷。她的演唱抒情委婉、声情并茂，舞台形象活泼。在中国内地，沈小岑受到大批歌迷的热爱。上海甚至有谣传称沈小岑因为唱《请到天涯海角来》而被海南任命为文化局副局长。
沈小岑是中国内地最早举办个人演唱会的歌手，先后在广州和上海举办了个人演唱会。在开个人演唱会时，一向热衷时髦的沈小岑变换了婚纱礼服、夹克衫配长靴等各类造型，还有爆炸头、鸡冠头等发型，引导中国内地服装潮流的风尚。
1992年，沈小岑赴澳大利亚发展。与她同时代的歌手，例如演唱《太阳岛上》的郑绪岚，演唱《军港之夜》的苏小明，演唱《走在乡间的小路上》的王洁实、谢丽斯，也都在该时期逐渐淡出歌坛。沈小岑回忆说：“当时内地歌坛，受港台歌曲的冲击太大了，所有的歌迷都把港台歌手当作偶像，内地原创歌曲越来越没有市场。后来，我接受了澳大利亚一位华裔演出经纪人的邀请，到那里开了两场演唱会，效果非常好，就决定留下来发展。”
2000年，丈夫马丁调回英国任职，沈小岑也随之打入伦敦西区的音乐剧舞台。

## 家庭
沈小岑两次结婚，没有子女。
- 母亲：吕月波，原为文艺工作者。[2]
- 第一任丈夫：杨景伟。他家在文化大革命中遭受冲击，杨景伟在政治上被打入另类，在卢湾区的一家街道生产组工作。沈小岑当泥瓦匠时，一次在朋友李某家与杨景伟邂逅。杨景伟比沈小岑大9岁，精通音乐，擅长弹吉他。沈小岑向他学习吉他弹奏。二人很快恋爱，但遭到沈小岑的母亲和家人反对，然而沈小岑没有退缩。1978年，杨景伟通过考核，获上海市卢湾中学破格录用为俄语教师，离开了街道企业，不久又考入上海教育学院外语系进修班。沈小岑出名后，杨景伟对沈小岑无端猜疑，缺少信任。1981年夏，杨景伟获准赴澳门定居。离开上海前夕，经杨景伟提议，和沈小岑一起领取了结婚证。此后二人两地分居，沈小岑遂争取多到靠近澳门的城市演出，以便杨景伟自澳门入境相会。在相会中，沈小岑怀孕，希望尽早到澳门定居与丈夫团聚，但杨景伟拒绝。1985年春，沈小岑赴外地演出途中发生翻车，已怀孕4个多月的胎儿流产，沈小岑则脑震荡。杨景伟接到沈小岑发来的电报后，并未回上海照顾沈小岑。二人矛盾越来越深。沈小岑向法院起诉离婚[2]。1987年11月30日，上海市卢湾区人民法院作出关于“沈小岑与杨景伟离婚”的民事判决，判决沈小岑与澳门大会堂职工杨景伟离婚。[4]
- 第二任丈夫：马丁。英国人，从事电脑软件业。沈小岑刚出国时，边学英语及声乐，边当餐厅歌手。马丁则被总公司自英国外派至澳大利亚工作。在餐厅，马丁听到沈小岑唱英文歌，被她吸引，二人很快恋爱，并在1994年结婚。夫妻二人组成丁克家庭，不要子女。[3]